# Edward Sloman

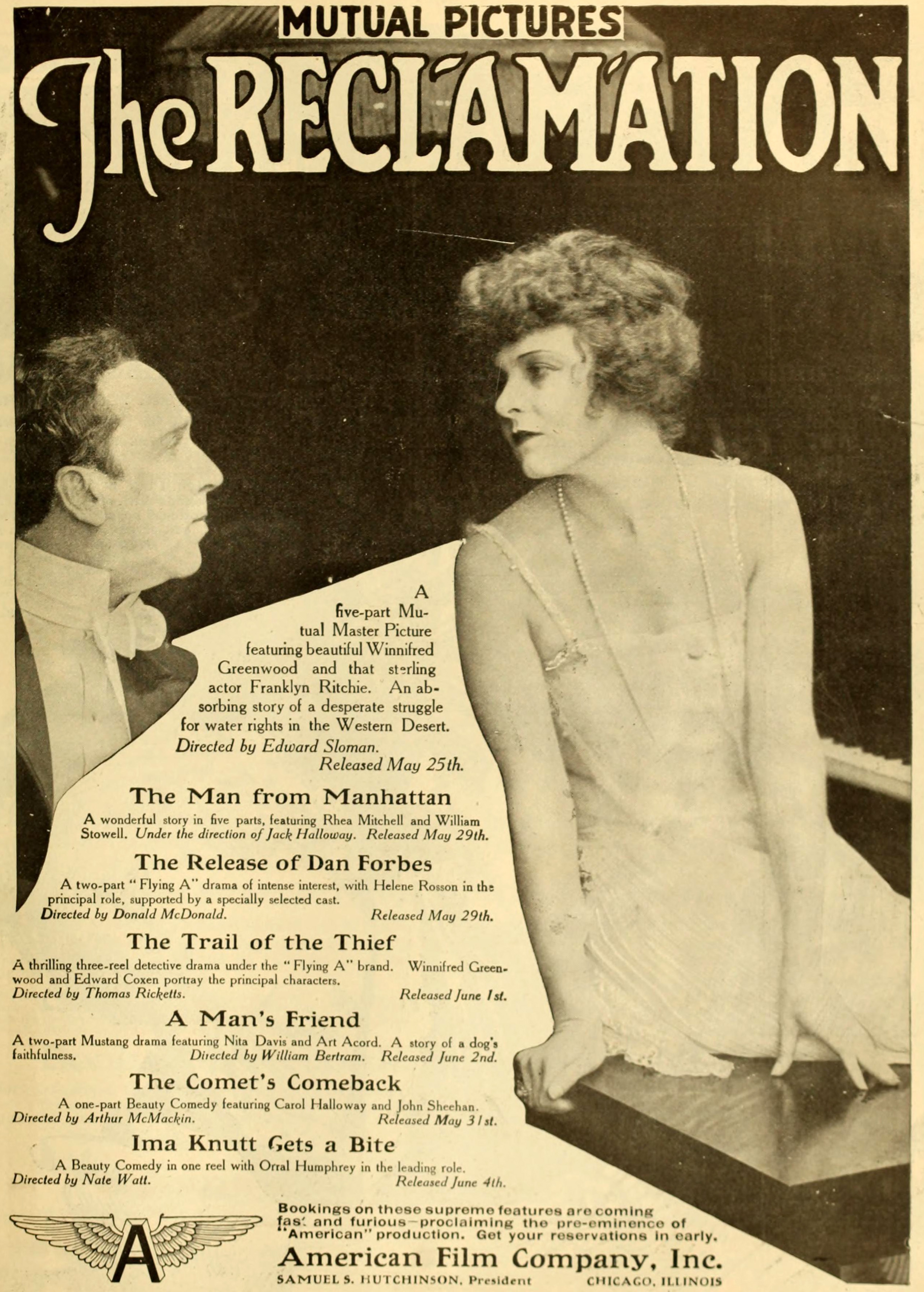
The Reclamation (1916)

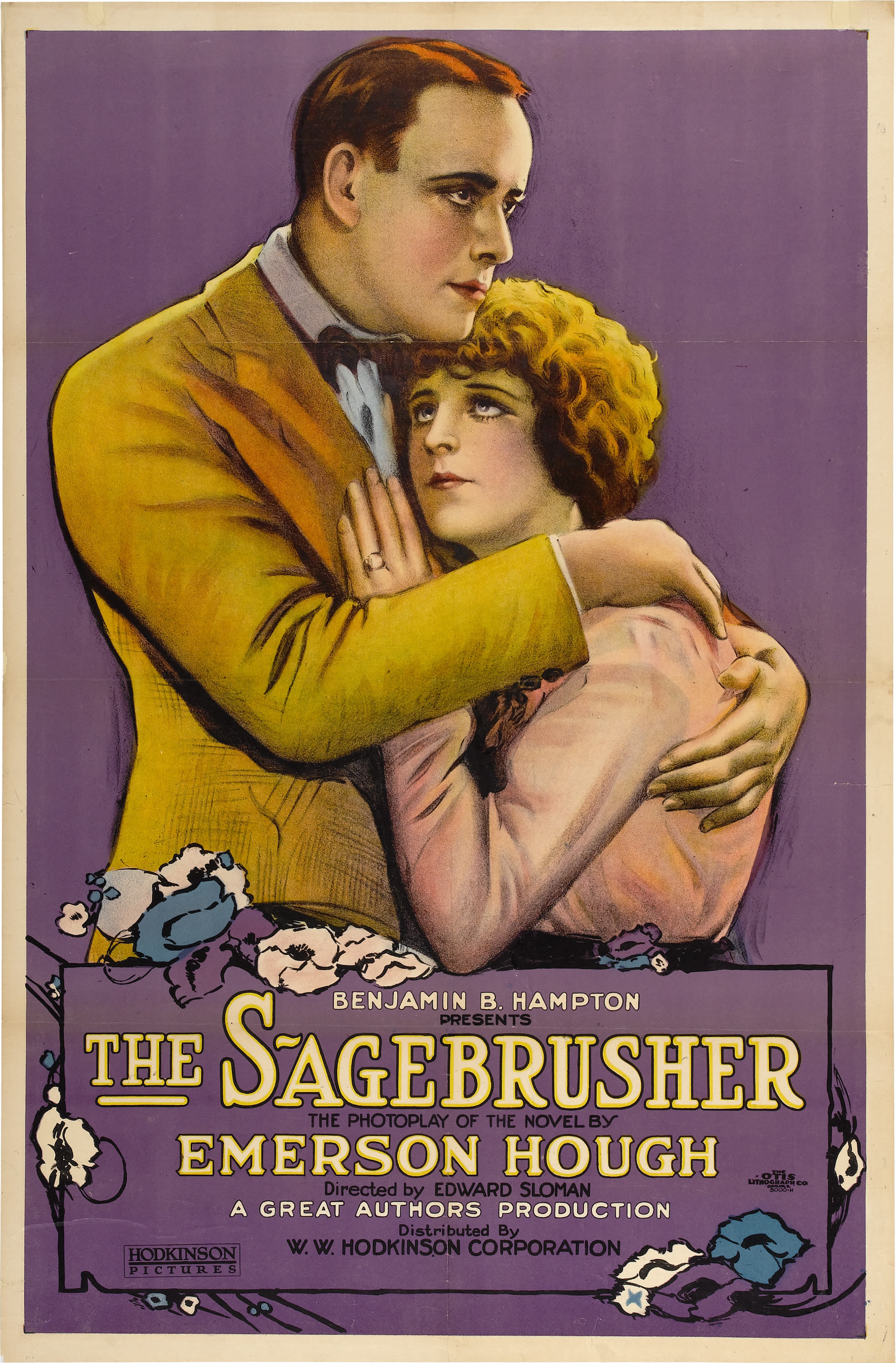
The Sagebrusher (1920)

Edward Sloman (19 de julio de 1883 – 29 de septiembre de 1972) fue un director, actor y guionista cinematográfico inglés, activo en la época del cine mudo. También locutor radiofónico, a lo largo de su trayectoria dirigió casi 100 producciones, y actuó en más de 30, todas ellas estrenadas entre 1913 y 1938.

## Biografía
Sloman nació y se crio en Londres, Inglaterra, aunque dejó su casa a los 19 años con la idea de hacerse actor. Pasó varios años trabajando en el ambiente teatral de su país, llegando a ser director teatral y de vodevil. Tras una pelea con un poderoso agente artístico, se vio en la imposibilidad de trabajar en el circuito teatral británico, por lo que, siguiendo el consejo de una actriz amiga suya, emigró a Hollywood en 1915.
Presentado al director Wilfred Lucas en Universal Pictures, Sloman fue pronto empleado como actor, ganando 7,50 dólares diarios. Además, escribió guiones, que vendía por 25 dólares cada uno. Sloman escribió un guion para un film bélico que fue bien apreciado por Thomas H. Ince, un importante director del Hollywood de la época, y gracias a ello Sloman acabó siendo contratado por la productora con sede en Filadelfia Lubin Manufacturing Company para dirigir en los estudios que la compañía poseía en la Costa Oeste en Coronado (California), empezando a partir de finales de 1915. 
Lubin cerró su estudio en Coronado en 1916 por problemas económicos, y Sloman pasó al estudio de American Film Manufacturing Company en Santa Bárbara (California), donde asumió un importante papel en la expansión de la empresa (especialmente dirigiendo varios filmes protagonizados por Mary Miles Minter) y dirigiendo otros proyectos de prestigio como el serial The Sequel to the Diamond from the Sky (1916). 
American cesó la producción a principios de 1919, por lo cual Sloman se asoció con un productor independiente, Benjamin B. Hampton, que le dio la oportunidad de dirigir ese año un western de gran presupuesto, The Westerners (1919). El film tuvo bastante éxito, y consiguió que Sloman obtuviera empleo estable con otros productores independientes.
A Sloman le contrató finalmente Universal Pictures a finales de 1924. Su cuarta cinta con Universal, His People (1925), un sentimental pero poderoso melodrama, fue un enorme éxito y aseguró la posición de Sloman dentro del estudio, con el cual permaneció cinco años.
La película de mayor fama de Sloman fue Surrender (1927), protagonizada por el actor ruso Ivan Mosjoukine. También obtuvieron un buen resultado The Foreign Legion y We Americans (1928), pero su última producción muda (realmente tenía efectos musicales), Girl on the Barge (1929) fue ridiculizada por la crítica y fue un desastre financiero. 
Sloman dejó entonces Universal, rodando unas pocas cintas para compañías menores, entre ellas The Lost Zeppelin (1929, para Tiffany Pictures) y Hell's Island (1930, para  Columbia Pictures), siendo contratado por Paramount Pictures. En esta empresa dirigió varios filmes sonoros de importancia en menos de dos años, entre ellos The Kibitzer (1930, con Harry Green), The Conquering Horde (1931, con Richard Arlen), Murder by the Clock (1931, con Lilyan Tashman y Irving Pichel), Gun Smoke (1931, también con Arlen), y His Woman (1931, con Gary Cooper y Claudette Colbert). A partir de entonces, su carrera declinó con rapidez, dirigiendo únicamente cuatro largometrajes entre 1932 y 1938.
Tras dirigir su última película en 1938, en 1939 decidió dejar el cine y dedicarse a la radio, medio para el cual trabajó como guionista, productor y director.
Desafortunadamente, la mayor parte de los trabajos de Sloman se consideran perdidos. Sin embargo, su película muda de 1927 Alias the Deacon, protagonizada por Jean Hersholt, se conserva en la Biblioteca del Congreso de Estados Unidos.
Edward Sloman falleció en Woodland Hills, California, en 1972, a los 86 años de edad. Fue enterrado en el Cementerio Forest Lawn Memorial Park de Glendale (California). 

## Filmografía

### Director
- Faust (1915)
- The Mystery Woman (1915)
- The Spy's Sister (1915)
- Her Other Self (1915)
- By the Flip of a Coin (1915)
- The Taunt (1915)
- The Level (1915)

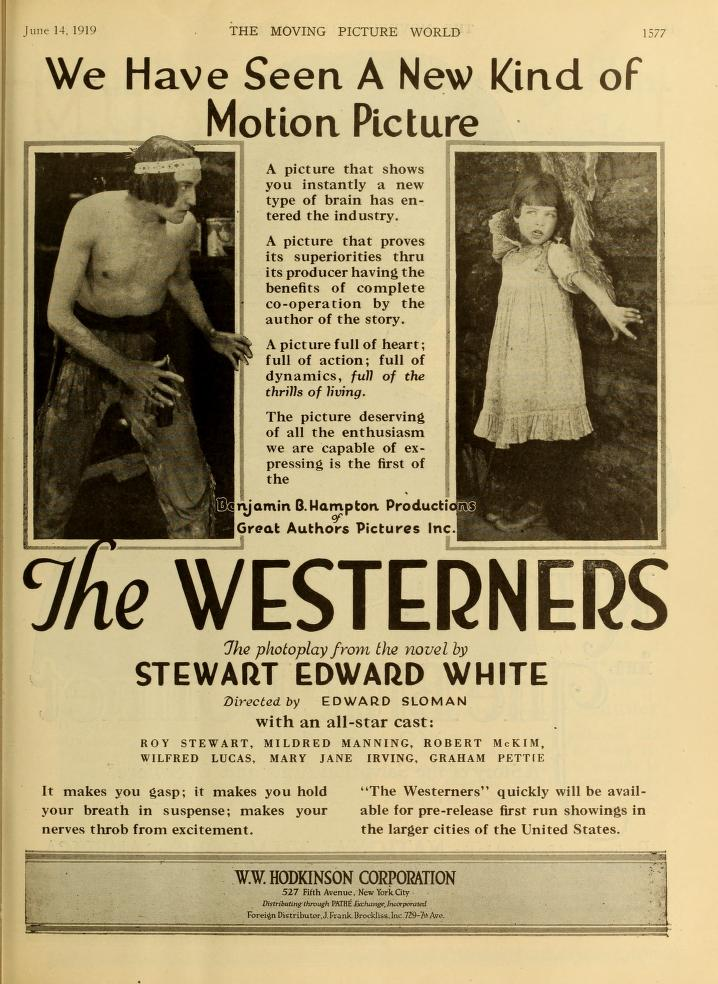
Publicidad de The Westerners (1919)

- The Legend of the Poisoned Pool (1915)
- The Convict King (1915)
- Sequel to the Diamond from the Sky (1916)
- Vengeance of the Oppressed (1916)
- The Bond Within (1916)
- The Law's Injustice (1916)
- Two News Items (1916)
- The Dragoman (1916)
- The Embodied Thought (1916)
- A Reformation Delayed (1916)
- Sold to Satan (1916)
- The Redemption of Helene (1916)
- The Gulf Between (1916)
- A Sister to Cain (1916)
- The Return of James Jerome (1916)
- Lying Lips (1916)
- The Reclamation (1916)
- The Inner Struggle (1916)
- Dust (1916)
- The Atonement (1916)
- A Woman's Daring (1916)
- Citizens All (1916)
- The Franchise (1916)
- Lone Star (1916)
- The Twinkler (1916)
- The Sea Master (1917)
- The Fighting Gentleman (1917)
- My Fighting Gentleman (1917)
- High Play (1917)
- The Frame-Up (1917)
- The Shackles of Truth (1917)
- The Masked Heart (1917)
- Pride and the Man (1917)
- Sands of Sacrifice (1917)
- Snap Judgment (1917)
- New York Luck (1917)
- The Mantle of Charity (1918)
- In Bad (1918)
- The Midnight Trail (1918)
- A Bit of Jade (1918)
- The Ghost of Rosy Taylor (1918)
- Money Isn't Everything (1918)
- Fair Enough (1918)
- Molly of the Follies (1919)
- Put Up Your Hands! (1919)
- The Westerners (1919)
- The Sagebrusher (1920)
- Backbone (1923)
- Up the Ladder (1925)
- The Price of Pleasure (1925)
- The Beautiful Cheat (1926)
- The Foreign Legion (1928)
- Puttin' on the Ritz (1930)

### Ayudante de dirección
- Behind the Mask, de John Francis Dillon (1932)

### Actor
- The Fascinating Eye, de Allen Curtis (1914)
- The Strenuous Life, de Allen Curtis (1914)
- The Feud (1914)
- Swede Larson (1914)
- Passing the Love of Woman (1914)
- The Severed Hand (1914)
- The Love Victorious (1914)
- The Trey o' Hearts (1914)
- Faust (1915)
- A Woman's Debt (1915)
- The Mystery Woman (1915)
- Haunted Hearts (1915)
- Their Hour (1915)
- Diana of Eagle Mountain (1915)
- The Mother Instinct, de Wilfred Lucas (1915)
- The Human Menace (1915)
- A Modern Enoch Arden (1915)
- Under the Crescent (1915)
- Her Own Blood (1915)
- The Opening Night (1915)
- The Burden Bearer, de Burton L. King (1915)
- Out of the Flames (1915)
- Where Happiness Dwells (1915)
- Ethel's Burglar (1915)
- The Valley of Regeneration (1915)
- In the Heart of the Hills (1915)
- The Markswoman (1915)
- Saved from the Harem (1915)
- The Severed Hand (1916)
- Vengeance of the Oppressed, de Edward Sloman (1916)
- The Embodied Thought (1916)
- Sold to Satan (1916)
- Tangled Threads, de Allan Forrest (1917)

### Guionista
- Her Own Blood (1915)
- The Markswoman (1915)
- The Dragoman, de Edward Sloman (1916)
- The Mantle of Charity (1918)
- Social Briars (1918)
- Pilgrims of the Nigh (1921)
- We Americans (1928)

### Productor
- The Last Hour, de Edward Sloman (1923)
- The Last Hour, de Walter Forde (1930)